# Black Flies
Black Flies (in sommige landen uitgebracht als Asphalt City) is een Amerikaanse film uit 2023, geregisseerd door Jean-Stéphane Sauvaire en geschreven door Ryan King en Ben Mac Brown, gebaseerd op de gelijknamige roman uit 2008 van Shannon Burke.

## Verhaal
Ter voorbereiding van zijn medische opleiding gaat Ollie Cross (Tye Sheridan) samen met de ervaren paramedicus Gene Rutkovsky (Sean Penn) met de ambulance mee op toer door New York.

## Rolverdeling
| Acteur              | Personage       |
| ------------------- | --------------- |
| Sean Penn           | Gene Rutkovsky  |
| Tye Sheridan        | Ollie Cross     |
| Katherine Waterston | Nancy           |
| Michael Pitt        |                 |
| Mike Tyson          | Chief Burroughs |
| Raquel Nave         |                 |

## Productie
In december 2018 stond het scenario van Ryan King voor de film op the Black List, een jaarlijks overzicht van de meest geliefde maar niet geproduceerde scripts van het jaar. In februari 2019 werd Jean-Stéphane Sauvaire aangenomen om te regisseren, en waren Mel Gibson en Tye Sheridan in de laatste onderhandelingen om de hoofdrol te spelen. In februari 2021 verving Sean Penn Gibson en verwierf Open Road Films de Amerikaanse distributierechten. Katherine Waterston, Michael Pitt, Mike Tyson en Raquel Nave werden de volgende maanden gecast. Het filmen begon in mei 2022 in New York met cameraman David Ungaro.

## Release
Black Flies ging op 18 mei 2023 in première in de officiële competitie van het Filmfestival van Cannes.

## Prijzen en nominaties
De belangrijkste:
| Jaar | Prijs                   | Categorie   | Genomineerde(n)        | Uitslag     |
| ---- | ----------------------- | ----------- | ---------------------- | ----------- |
| 2023 | Filmfestival van Cannes | Gouden Palm | Jean-Stéphane Sauvaire | Genomineerd |